# Чатак
Чатак (тур. Çatak, арм. Շատախ [Šatax]) — город и район в провинции Ван (Турция).

## История
Некогда Шатах был одним из гаваров Ванского вилаета в Западной Армении. Находился в юге от озера Ван. Соседствовал с запада с Сасунским, а с востока Айоц Дзорским гаваром. Шатах состоял из двух частей: горной и равнинной. Отсюда начинается один из притоков реки Тигр — Шатах-Су (историческое название — Джерм, от которого происходит историческое название гавара Джермадзор). Поскольку в ландшафте Шатаха переобладают горы, то в основном жители занимались животноводством, пчеловодством и производством шалей.
Центром Шатахского гавара был город Тах. Тах был вторым благоустроенным городом Васпуракана после города Ван. Записи на каменном мосте Таха свидетельствуют, что Тах был построен во времена правления Арцрунидов.
Бои самообороны против турок начались ещё с 1896 года под руководством Вардана Ханасори, а затем продолжались вплоть до 1922 года.